# 凯撒入侵不列颠
在高卢战争中，凯撒两次入侵不列颠：公元前55年和公元前54年。第一次入侵在夏末，这一次可能只是打算做一个单纯的侦查，着重于探索，亦或是作为一次全面入侵，如果是后者，这次行动就是极其失败的。罗马人什么也没有得到，除了肯特郡的滩头。第二次入侵有着不错的成果：罗马人拥护了一个国王，曼杜布拉库斯，一个拥戴罗马的人，并且使曼杜布拉库斯的敌人卡西维拉努斯屈服。罗马不仅没有占领控制别的领土，相反他们还把占领的土地交还给了盟军特里诺文特人，并要求英格兰东部的其他部落上交贡金。

## 凯撒入侵前的不列颠

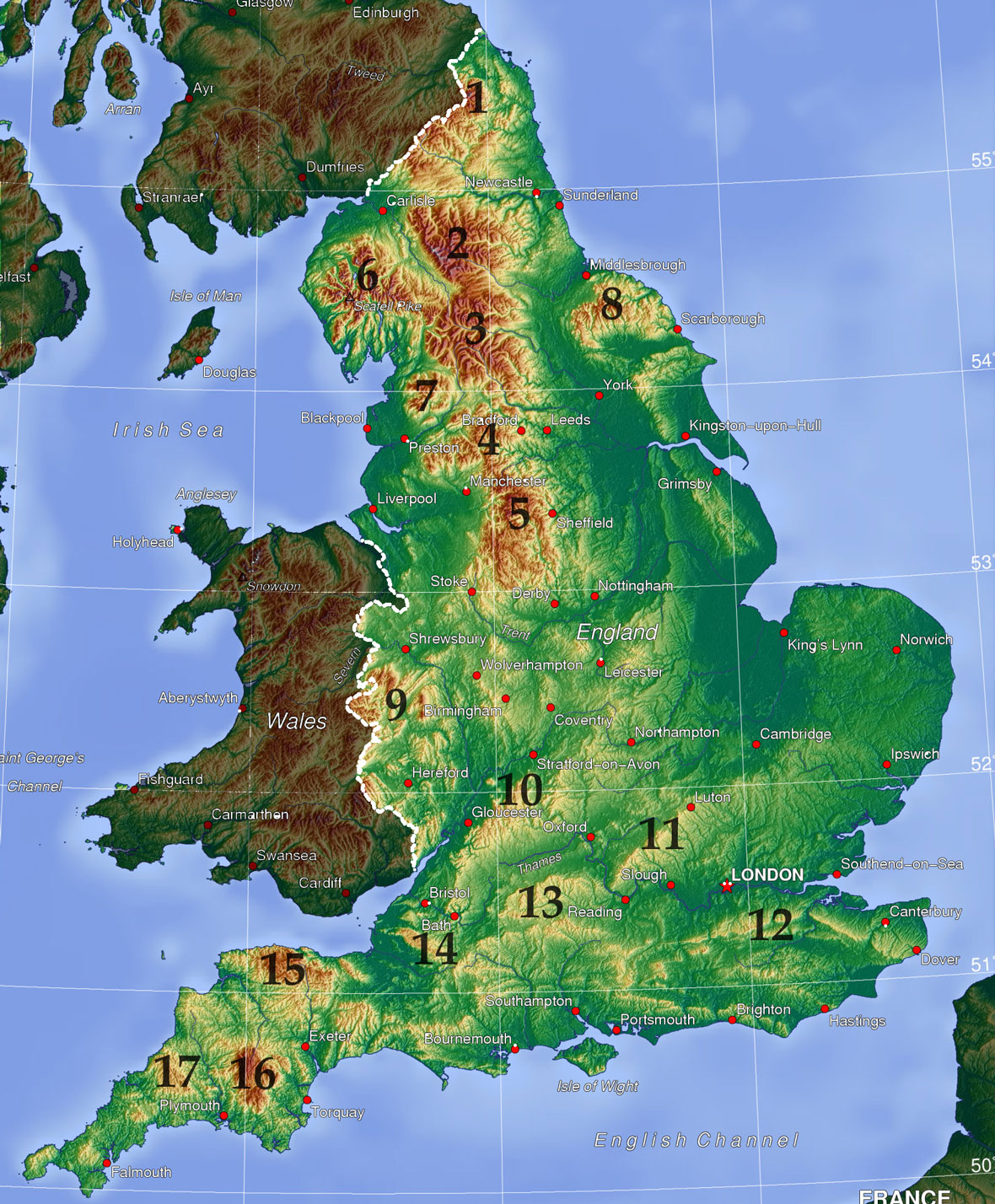
不列颠尼亚南部（今英格兰）地形图

不列颠长期以来在古典世界称为锡的来源，所以有一种假设是“不列颠”来自于迦太基语的一个单词“Baratanac”，其意为“锡的大陆”。 亦或他来自布立吞语的一个词语，如古威尔士语中的“Priten”。古希腊地理学家皮西亚斯在公元前4世纪时就探索过不列颠的海岸。不过也许在公元前五世纪时，迦太基水手希米尔科就到过那里。但对很多罗马人来说，这个岛是坐落在他们“已知世界”的边缘——俄刻阿诺斯（海洋）之外的一片伟大而又神秘的土地。为了指出皮西亚斯的远航就是一场骗局，有一些罗马作家甚至坚持说它不存在。
不列颠在凯撒侵略时期正值铁器时代，人口大概有一百至四百万。考古研究表明，其经济大致分为低地和高地两部分。在东南方的低地，大片肥沃的土壤使得可以大量开垦耕地。在像艾克尼尔德大道、清教徒前辈之路和尤拉希克大道这样的古道沿线，亦或是像泰晤士河这样的河流两岸，交通通讯也很发达。格洛斯特至林肯线以北的地区是高地，耕地基本只能独立存在，但却很有田园风情。在菜园中耕种要比定居耕种更常见，而且交通十分不发达。住宅区和防御工事一般都建在高地上，不过奥皮杜姆这样的建筑已经开始在较低的地面上建立，通常建立于渡口，这表明贸易变得越来越重要。自从公元前142年山外高卢被罗马征服，不列颠与欧洲大陆之间的商业联系就一直在扩大，意大利的葡萄酒通过阿摩里卡半岛注入不列颠，其中很大一部分都运到了多塞特郡的亨吉斯特伯里角。
凯撒在对不列颠的报告中写道，高卢东北的贝尔盖人之前曾在不列颠进行过侦查，并在沿海地区建立了一些定居点。而且在人们的记忆中，迪维夏库斯（苏埃西翁人的王）也曾经权倾高卢和不列颠。 从货币学的角度看这一时期的不列颠，就可以看出一个复杂的入侵过程。公元前100年以前，不列颠就已出现的最早的高卢-贝尔盖（Gallo-Belgic）硬币，主要分布在肯特郡。这表明不列颠也许早在公元前150年就被高卢入侵过。后来相似类型的硬币也陆续在不列颠发现，而且从南部海岸到西部的多塞特郡都有分布。这表明了他们的影响力尽管确实进一步传播到西部和内陆地区，但这股力量的中心仍然聚集于东南沿海地区。

## 第一次入侵（公元前55年）

### 计划与侦查

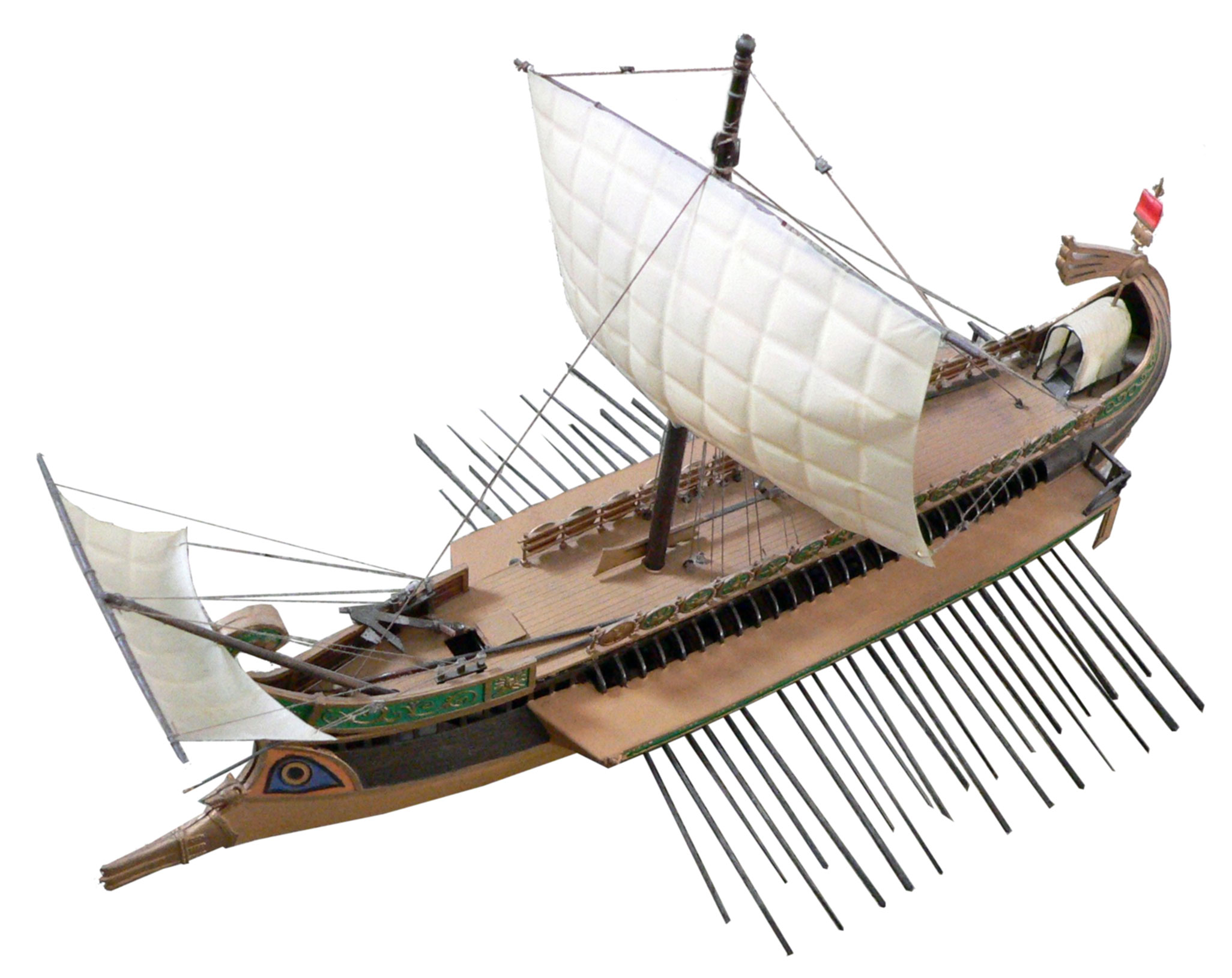
一艘罗马划桨船，凯撒可能会使用它——尽管它完全不适合暴风雨以及海峡的潮水。

凯撒声称，他在征服高卢的过程中，布立吞人曾支持内地高卢人对他的抵抗，高卢贝尔盖人的逃犯都逃到不列颠，在那里定居。 控制该岛航运贸易的人，[阿摩里卡]]的维纳特人曾要求从他们的不列颠盟友得到援助，来支持他们于公元前56对凯撒战斗。 斯特拉波说，公元前56年维纳特克叛乱原本是为了防止凯撒入侵英国，对他们的商业造成损害， 这表明不列颠探险队这个计划可能在那时已经被考虑到。
在公元前55年的夏末，尽管高卢战争即将落幕，凯撒还是决定向不列颠排出一个探险队。他召见去不列颠贸易的人，但他们都不能或不愿给他任何有关不列颠居民和战术的有用的信息。他们也不愿透露他们使用的港口，大概是不想失去垄断跨海贸易的地位。随后他派遣了一位保民官盖乌斯·沃卢森纳斯，让他用一艘单舰去侦查海岸。他可能侦查了肯特郡的海斯 (肯特)到桑威治一带的海岸，但是没法登陆，因为他“不敢离开他的船，让自己任那些野蛮人宰割”。 五天后，他归来并将他设法收集的情报递交给凯撒。
到那时候，来自不列颠的一些国家的大使，警告那些贸易商人防备即将到来的入侵，侵略者到达时向其屈服还算有前途。凯撒将他们送了回去，他的盟友科密乌斯（高卢阿特雷巴特人的王）也一道前去，利用他们的影响力尽可能的来赢得其他国家的支持。
他聚集了一支由80艘运输船组成的船队，足以携带两个军团（第七克劳狄军团、第十埃克斯里斯军团），并且还有在财务官统领下数量未知的战舰，驻扎在莫里尼境内一座未明确提出名称的港口，几乎可以肯定是伊图乌斯 帕图斯（今滨海布洛涅）。另外还有十八个运输骑兵的运输船从一个另一个的港口起航，很有可能是昂布勒特斯。 这些船可能是三列桨座战船或双层桨座战船，也可能是改造自凯撒曾经见过的威尼托船的设计，甚至可能是直接从威尼托的部落征用来的。这显然是在赶时间，凯撒留下了在港口留下了守军，于8月23日的“第三值班时——大概是午夜过后”与各军团出发，并且让骑兵独自登船出发，与凯撒的部队会合。其后他们一直点着灯光，这是不是战术上的一个错误亦或并不打算完全征服那里（随着军团来的并无辎重或重型攻城器械）。

### 登陆

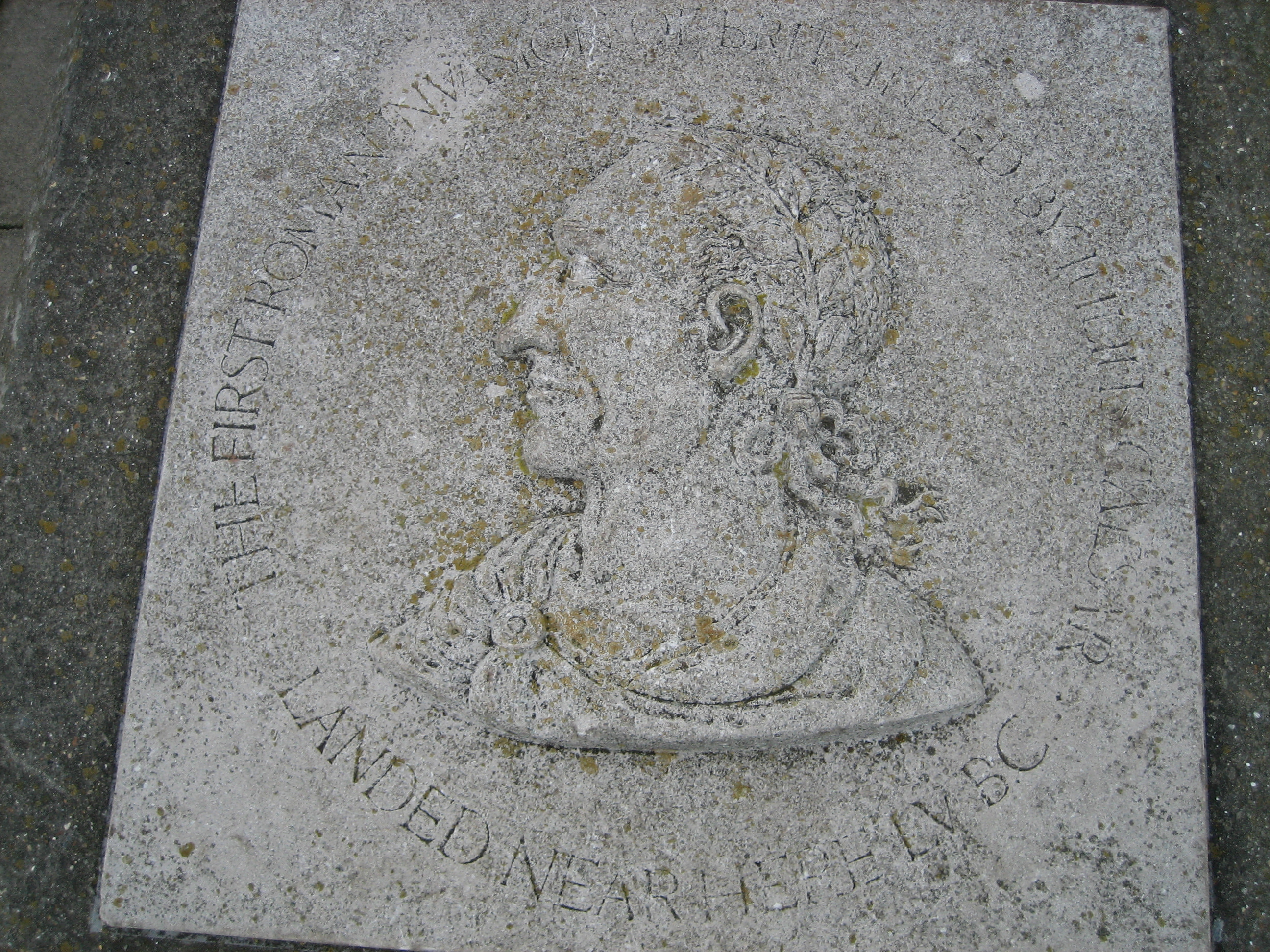
一块用来纪念此次入侵的石板。

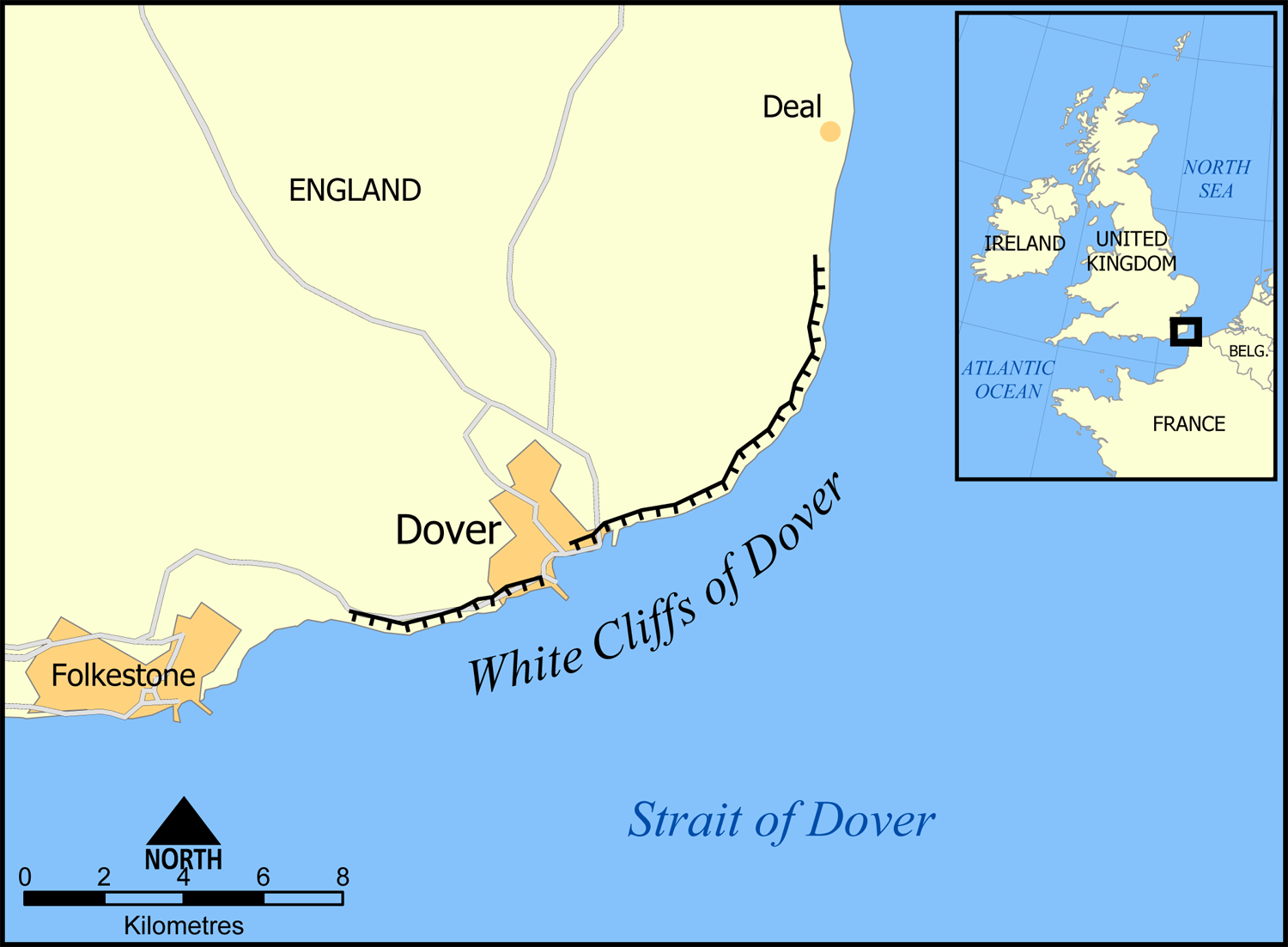
多佛尔白崖区域的测量图

凯撒最初试图在度布里斯（今多佛尔）登陆，那是一个天然良港，曾被沃卢森纳斯确定为一个合适的登陆地点。然而，当凯撒到达岸边眺望时，布立吞人的军队都聚集在群山和多佛尔白崖中远眺，企图阻止他从那里登陆。因为峭壁几乎紧贴岸边，飞来的标枪可以摧毁一切在那里登陆的有生力量。 军队在那里停驻了九个小时（大概下午三点）后，补给舰从第二港口跟了上来，凯撒遂召开了一场战争会议：他命令他的下属主动采取行动。然后舰队延开阔的海滩航行了大约七英里长的路程。由于登陆点缺乏考古证据，这片海滩是最有可能位于沃尔默，从白崖海岸到这里的距离很符合。 在十九世纪，登陆的地点被认为在迪尔堡附近，因为那有个叫SPQR的房子，但现在认为还要再往南半英里，如今那里有一个水泥的纪念板作为记号。
不仅有不列颠的骑兵和战车沿着海岸一路追踪过去反登陆，而且更糟糕的是，罗马的船太大以至于不能靠近岸边，就算有来自浅滩的攻击，部队也不得不在深海下船。虽然起初部队不情愿，但根据凯撒的叙述，他让第十军团的鹰帜手盖乌斯·沃卢森努斯作为例子第一个跳下去，并大喊：
“跳下来吧，战士们，除非你们想让你们的军鹰落到敌人手中去，至于我，我是总得对我的国家和统帅尽到责任的！”
虽然不列颠部队最终逼退了罗马的蝎弩，但是战船上的投石机却攻击到了其部队暴露的侧翼。这才使得罗马军队控制了这片地区，并将不列颠军队赶走。骑兵部队却因逆风延误，仍没有到达，所以也就没有办法追击布立吞人。凯撒对此感到很气愤，毕竟以他一贯的自我感觉良好的作风，他已经“习惯了胜利”。

### 滩头
罗马人建立了一个後來有发现考古遗迹的营地，随后就遇到了不列颠送来的使者和科密乌斯，一个曾一到不列颠就被抓住的人，现在不列颠人将他送了回来。凯撒宣称他在谈判中占据优势地位，指不列颠领导者歸咎於是平民百姓攻击凯撒，而且會把一些人质在四天内送來，一些立即送來，另一些從内陆帶來，并且解散他们的军队。那时，凯撒的骑兵部队在滩头出现了，但随后就散开了，迎着暴风雨回到了高卢，同时食物也很匮乏。而凯撒，一个一直生活在没有潮汐的地中海岸边的人，完全被不列颠的潮汐搞得措手不及。涨潮时，搁浅的战船被灌满了水，他停泊在岸边的运输船，互相撞击着。许多船都被破坏了，很多人控制其他重要设备的损失而保证其适航，以免威胁到回归之旅。
不列颠人意识到了这一点后，就希望留凯撒在不列颠过冬，因此他因饥饿而被迫投降。同时不列颠人发动了一轮新的攻击，袭击了罗马军营附近寻找食物的第七军团。这造成了正搶割麥子的罗马人的混亂與傷亡，若非凱薩本人及時帶兵解圍，這很可能成為一場屠殺。在其仅仅重组几天后，在一场暴风雪中不列颠人又对罗马军营发起了一次更大的袭击。不過這次進攻事前已為凱薩知悉，羅馬軍得以在陣營前列陣進行對其有利的正面交戰，同時凱薩也臨時編組了30名蠻族騎兵作為突襲兵力之用。再一次的，凱薩在著作中宣稱獲勝，不過他在戰後焚毀了營地退回較接近灘頭的地點。

### 结局
不列颠人再次派使者和凯撒谈判，这次他们加倍了人质的数量，但凯撒意识到他们真的要顶不住了，他决不敢冒险度过暴风雪肆虐的冬天。凯撒在这场战争中决定得实在太晚，已经到了冬至时分，所以让他们在高卢把人质交还，并且带着尽可能多的可以用失事船只的残骸修复的船只返回了。就算在这种情况下，也只有两个畏惧凯撒的部落真正送了人质。（其他部落都完全无视了凯撒的要求）

### 胜利与推动
简而言之，对于罗马人来说这场战争并未成功。如果他打算将此次战争作为全面战争，入侵并占领不列颠，那么这场战争就打败了。哪怕它被看做是一次侦查敌方军事力量，是一次展示其力量来制止未来不列颠人支援高卢人的行动，他都没有如愿以偿。毕竟凯撒是带着罗马的荣耀前往不列颠的，当罗马元老院接到凯撒的报告后，他们颁布了一个为期二十天的诸圣祈祷日（感恩节）法令。
凯撒对于入侵的借口是“在整场战争中，那个国家一直在援助我们的敌人高卢人”。这还算合理，尽管它可能是为了去探索不列颠的矿产资源和经济潜力：后来，西塞罗指出发现令人极其失望，岛上没有一点黄金和白银。 苏埃托尼乌斯也描述道凯撒曾说过去不列颠寻找珍珠。

## 第二次入侵（公元前54年）

### 准备
第二次入侵计划在公元前55年的冬天到公元前54年的夏天。西塞罗给他的朋友特雷巴图斯和他的弟弟昆图斯写信，他们两个人都在凯撒的军队中当兵，表达对自己的广大前途而感到兴奋。他强烈要求特雷巴图斯俘获一辆战车来，并请求昆图斯写下在岛上的经历。特雷巴图斯因故并未去往不列颠，不过昆图斯去了，并在那装作凯撒本人给西塞罗写了几封信。
凯撒使下不要犯像去年一样的错误的决心，并且召集了比之前两个军团相比更多的五个军团，再加上两三千名骑兵。运输船则根据威尼托造船的技术，由凯撒亲自设计，比公元前55年的更适合于抢滩，并且更不容易搁浅。这次它被以出发点命名为蒂图乌斯波图斯。

### 渡海与登陆
拉别努斯被留在了蒂图乌斯波图斯，来监督到不列颠滩头的补给运输。而军舰混入了一队以罗马人为首领的商船队伍，当地的高卢人希望在这个绝好的贸易时机捞到一大笔钱。估计凯撒更有可能向那个船队（八百艘船）报了价格，尽管船队中不是单单是运输船，还掺杂着商船。
凯撒登陆在他去年认为最好的登陆地点，但是不列颠人并未来阻挠。很显然，那些部落都被如此大规模的舰队吓到了。但同样，这可能是一个战略上的小伎俩，为了有充分的时间去让他们召集部队。不过也有可能是反映了不列颠人对这并不太关注。

### 肯特战役
当军队登陆后，凯撒就留下昆图斯·阿特里亚乌斯守卫滩头，然后趁着月色立即向内陆行军十二英里。他在一条河边遇到了一支不列颠的部队，那条河可能就是斯陶尔河 (肯特)。不列颠人首先发起了进攻，但是被击退，并且试图退回森林中（那个地方或许是比格伯里丛林中的一个山间堡垒）重组部队， 但却再一次被打散。因为正值午夜时分，而且凯撒还对这个是非之地留有戒心，所以他就命令部队不再追击，并且退回岸边。
然而第二天早上，当凯撒准备继续前进时，他收到了来自阿特里亚乌斯的消息，他停泊在岸边的船再次因为风暴而互相撞击，受到巨大损伤。罗马人不习惯大西洋的气候、英吉利海峡的潮汐和风暴。尽管如此，凯撒想到他去年所遭受的损失，那是他的计划考虑不周的一部分。不过凯撒可能以夸大船失事的情况来放大自己抢救的功劳。 他回到海边，将先行军团召回，并立即着手修复他的船队。他的手下们将船拖上岸并且日日夜夜修理了10天后，并且在海岸边扎了营。这个消息被寄给拉别努斯，让他再多送一些船来。
凯撒于当年9月1日写了一封信给西塞罗，必须要让整个罗马知道他的女儿茱莉亚死了，西塞罗没有回复，“因为为此而感到悲痛”。

### 向内陆进发

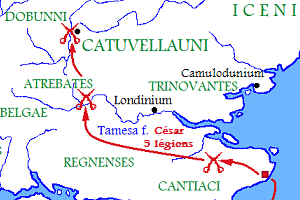
第二次入侵时罗马军队的进军路线。

凯撒回到了斯陶尔河的浅谈，发现不列颠人已经集结起他们的力量。泰晤士河北边的一个军阀卡西维拉努斯，在这之前他曾对大多数不列颠部落发动过战争。他最近推翻了强大部落特里诺文特人的王，并且流放了他的儿子曼杜布拉库斯，结果现在不列颠人却让他领导整个不列颠联合大军。经过几次小冲突后，不列颠人的部队攻击了盖乌斯·特雷波尼乌斯下辖的三个征收粮草的军团，不过被打败并且被罗马骑兵追击，在这一过程中罗马的一位鹰帜手昆图斯·拉贝利乌斯·杜鲁乌斯战死。
卡西维拉努斯意识到他不能一举击败凯撒，于是他解散了他大部分的军力，依靠他那4000辆战车的机动性和对于地形的熟悉，利用游击战拖慢罗马部队的前进。当凯撒到达泰晤士河河畔时，可供他涉水而过的地方都有一个由削尖的木桩阻挡，远处的河岸也都被保护。不过从二世纪的一个消息来看，凯撒曾在这场战争中使用过一头佩戴着盔甲、携带者弓手的巨象。当这头不明生物过河时，布立吞人丢盔弃甲，战马也受惊逃跑，罗马军队很轻易的过了河，进入了卡西维拉努斯的领土。
那些被卡西维拉努斯所迫害的部落，都派遣大使，想要帮助凯撒并提供补给。曼杜布拉库斯已经服从于凯撒，他想夺回他的王位，特里诺文特人也送来人质和粮食。而且塞尼马尼、塞贡蒂亚希、安卡利特斯、比布洛奇和卡西这五个部落已经向凯撒投降，并且提供了卡西维拉努斯营地的位置（可能是惠特汉普斯特的一个山间堡垒），凯撒准备围攻那里。
卡西维拉努斯给他在肯特郡被称为“坎蒂四王”的盟友桑加托瑞克斯、赛格威克斯、卡尔维里乌斯和塔克西马格鲁斯传话，让他们佯攻海滩，吸引罗马军队。但是这次佯攻失败了，卡西维拉努斯无计可施，只好投降。因为凯撒急于返回高卢安定民心，所以这次谈判由科密乌斯主导。卡西维拉努斯送来了人质，同意每年进贡，并且并保证不再攻打特里诺文特部落。凯撒在那年9月26日给西塞罗写信，确认了这场战争的结果，而且除了人质并无别的战利品。然后他召集军队返回高卢， 并且留下了几个罗马士兵进行结算。不过那些部落是否又送过贡金就不得而知了。

## 余波
凯撒在阿特雷巴特的盟友科密乌斯后来倒戈了，加入了维钦托利的叛乱。在和罗马军队签下了很多战败条约后，他为了减少损失又逃回不列颠。弗朗提努斯在他的《谋略论》中介绍了科密乌斯以及他的追随者们怎样在凯撒的追击下登上他们的船。尽管已经涨潮，他们的船还是搁浅了，科密乌斯急中生智，下令扬起风帆。距离凯撒追来还有一段距离，可是船已经起航，他也只能取消追击。 考古学家约翰·克雷顿相信这件轶事犹如传奇，科密乌斯被作为一个友好的国王送回不列颠，这是他与马克·安东尼的停战协定的一部分。 随后科密乌斯在汉普郡建立了一个王朝，并且使用高卢-贝尔盖钱币。克劳狄一世征服不列颠时期一位流亡的国王韦里查，自称是科密乌斯的儿子。

## 关于不列颠的发现
除了记录不列颠战争的诸多要素，尤其是使用战车这一罗马读者不熟悉的战术外，凯撒还通过进一步的地理、气象和民族志考察来吸引读者。这些信息很可能都是道听途说，而非直接经历，因为他并未深入内陆。大多数历史学家对于那些凯撒并未直接接触的部分，常持谨慎态度。

### 地理和气象
凯撒的第一手发现仅限在东肯特郡和泰晤士河谷，但足以描述该岛的地理和气象。尽管测量不太准确，不过在皮西亚斯的一些研究资料的帮助下，其一般结论足够可用：
气候比起高卢要更为温和，冬天不至于冷得刺骨。
该岛的形状呈三角形。其一条边面对高卢。这条边的一只角就是肯特郡，凡从高卢出发的船只差不多都航行到这里，面向东方；下部朝南。这条边约延伸长达五百英里。另一条边面向着西班牙，而西方则是爱尔兰岛，估计比不列颠岛小，但从该岛航行到不列颠的航程却和不列颠到高卢差不多。在航行途中有个岛，叫做莫纳。据说附近还有几个较小的岛屿。关于这些岛屿，有人记载冬至时节，接连有三十天是黑夜。但当我们调查时，却问不出什么，经过精确的滴漏校核，只发现那边的夜晚反较陆地上短了一些。按照土人的说法，这一边的长度是七百英里。第三边面向北方，没有什么陆地面对着它，但有一只角却差不多正对着日耳曼。这一边的长度据说为八百英里。因而这个岛的周长约达二千英里。
在凯撒登陆以前，罗马人对于不列颠岛的港口以及登陆地点都一无所知，所以凯撒的发现给罗马带来了军事上和贸易上的利益。沃卢森纳斯的侦查在第一次航行时发现了天然港湾度布里斯（今多佛尔），不过凯撒没从那里登陆。他又去那里侦查了几年，发现可能是因为多佛尔港口对于大军来说实在太小。更大的天然港口应该在鲁特皮埃（今里奇伯勒），一百年之后克劳狄一世就从这里登陆入侵不列颠。凯撒可能不知道这个港口，可能不想用这个港口，也可能是当时那里根本不存在支持如此庞大的一股军团登陆的条件。毕竟当时对于那个时期的瓦恩特萨姆海峡的地貌学研究尚且有限。
通过一个世纪的贸易与外交，以及四次失败的入侵后，罗马人更加了解这座岛屿。然而，人们可能已经遗忘了凯撒在公元前55年和公元前54年所使用的计划，而是使用克劳狄一世的计划。

### 社会文化
根据其一夫多妻制和其他许多方面与高卢人相似的社会习惯，布立吞人被定义为蛮族， 尽管如此，击败他们仍会给罗马带来荣耀：
住在不列颠内地的人，据他们自己历代传说，是岛上土生土长的，住在沿海地区的人，则是为了劫掠和战争，早先从贝尔盖迁移过去的，通常就用他们原来出生的那个国家的名字称呼他们，打完仗之后，他们就在这里居住下来，并且开始耕种田地。居民很多，简直难于计数；他们的房舍建得很密集，大部分跟高卢的相象。他们认为兔、公鸡和鹅不可食用，只饲养了作观赏或娱乐之用。
当时最文明的国家都居住在肯特郡，这完全是一个滨海区，他们习惯和高卢人也没多大不同。大部分的内陆居民做不种田，靠牛奶和肉生活，一般用兽皮包裹来保存。所有的布立吞人都在战斗中为自己染上靛蓝色，因为在这种场合下，这样能使他的外表更加令人惧怕。他们留长发，并且把除了头发和上唇以外的毛发全部剃光。妻子们是由每一群十个或十二个男人共有的，特别是在兄弟们之间和父子们之间共有最为普通，如果这些妻子们中间有孩子出生，则被认为是当她在处女时第一个接近她的人的孩子。

### 军事
除了骑兵和步兵，布立吞人还使用战车，在交战中，罗马人对此感到很新奇。凯撒这样描述它的用途：
他们战车的战斗方式是这样的：首先，他们先将战车四处乱开，期间投掷他们的武器。仅凭他们战马的嘶鸣声混杂着车轮与地面摩擦的声音，就足以冲散敌人的队伍。当他们突入骑兵行列之后，便跳下战车来进行步战。同时驾车的人驱车退到离战斗不远的地方，把它们安放在那边，以便车上跳下来的战士们因敌人人数众多，陷入困境时，可以随时退回到自己人这里来。这样，他们在战斗中便表现得跟骑兵一样的灵活，步兵一样的坚定。再由于日常的应用和演习，他们的技术变得十分纯熟，即使从极陡的斜坡上冲下来，也可以把全速奔驰的马突然控制住，使它在一瞬间停止或打转。他们又能在车拉上奔跑，或直立在车轭上，甚至在车子飞奔时，也能从那边一跃上车。

### 科技
在凯撒内战期间，凯撒使用了一种他在不列颠见到的船，很像爱尔兰克勒克艇和威尔士小圆舟。他是如此描述的：
船的龙骨和肋拱都由轻木制成，船体其余部分则用藤条编就，最后蒙以皮革。

### 宗教
“据传他们这套制度（德鲁伊），原来起源于不列颠，以后才从那边传到高卢来的，直到今天，那些希望更进一步通晓它的人，还常常赶到那边去学习。”

### 经济资源
凯撒不仅发现了那些，同时也证明不列颠是一个贡品和贸易的丰富来源：
牲畜的数量也极多。他们使用铜和铁制的戒指、或者以称好一定重量的铁牌，作为货币。锡生产在那边的中部地区；铁在沿海产出，不过数量很少。他们使用的铜都是进口来的。那边也跟高卢一样，有各种树木，只缺山毛榉和松树。
本文关于锡的产出和贸易的描述是错误的，不列颠的锡应该产出于英格兰西南部的德文郡和康沃尔郡而不是“中部地区”，而且也吸引了皮西亚斯以及其他贸易者。然而，凯撒的足迹最远只达到埃塞克斯等郡，因此接收的贸易报告时，很容易认为是从内部运来的。

## 成果
凯撒并未征服不列颠，但是他拥护的国王曼杜布拉库斯则标志着那里从属国制度的开端，从而使本岛进入罗马的政治势力范围。之后一个世纪的外交和贸易，提供了永久征服那里的条件，最终，克劳狄一世在公元43年征服了那里。塔西陀这样评价道：
事实上，尤利乌斯（凯撒）是最先入侵不列颠的：他用一场大胜吓住了当地人，并且控制了海岸。不过他只是开了一个头，并未真正将不列颠收归罗马。

## 后世的文学和文化影响

### 古典时代作品
- 瓦莱里乌斯·马克西穆斯（英语：Valerius Maximus）于公元一世纪所著的《难忘的言行》中赞美了一个凯撒麾下的百夫长Marcus Caesius Scaeva[譯名請求]的勇敢。他被队友抛弃，在一个小岛上，独自对抗一群英国人对峙，最终游到安全地带获救。[38]

- 波利艾努斯二世纪所著的《战略》描述了，当卡西维拉努斯攻击渡河的凯撒时，凯撒通过使用佩戴装甲的大象，这吓跑了的不列吞人。[24] 这可能是和克劳狄一世罗马征服不列颠时使用大象的情境搞混了。[39]

- 保卢斯·奥罗修斯于五世纪所著的《反世俗的历史》其中就包含了凯撒入侵的简介，[40] 那造成了一个广为流传的错误：死在不列颠的护民官昆图斯·拉贝利乌斯·杜鲁乌斯，被误称为“拉别努斯”，使得之后所有中世纪英国的史料都发生了错误。

### 中世纪时代作品
- 比得在他的《英吉利教会史》中[41] 有对凯撒入侵不列颠的描述。这段描述几乎是和保卢斯·奥罗修斯的一模一样，这表明比德在韦尔茅斯-雅罗的修道院（英语：Monkwearmouth-Jarrow Priory）的图书馆阅读本笃·波斯哥（英语：Benedict Biscop）从罗马带来这部作品时将其抄了下来。

- 内尼厄斯（英语：Nennius）所著的《不列颠人的历史》仅模糊地描述道，[42]凯撒共三次入侵，于泰晤士河口登陆，而并非肯特的沙滩。他主要的对手是不列颠王贝利努斯（英语：Belinus）的行政官Dolobellus。凯撒最终在特里诺万图姆击败了布立吞人。

- 十二世纪时，亨廷登的亨利（英语：Henry of Huntingdon）所著的《英格兰史（Historia Anglorum）》在比德以及《不列颠人的历史》的基础上，记载了一段凯撒鼓舞军队时振奋人心的演讲。[43]

- 蒙茅斯的杰弗里在他的《不列颠诸王史》一书中，[44]记录了凯撒入侵不列颠一事，称卡西维拉努斯是凯撒最主要的敌人，此外其记载与历史记载也有不同。如同《不列颠人的历史》中所述，凯撒并非只登陆了两次，而是三次，并且登陆地点是泰晤士河口。他的故事主要基于比德和《不列颠人的历史》，但大大扩展了内容，并且修改了一些历史细节，如：布立吞人在泰晤士河中放置的木桩变成了反舰装置，而非反步兵和反骑兵装置[45]；以及其他细节如：卡西维拉努斯的兄弟内尼厄斯（英语：Nennius of Britain）跟凯撒有过肉搏，并且夺得了他的宝剑Crocea Mors，这在早期文献中未曾提及。诸如韦斯的《布鲁特传奇（英语：Roman de Brut）]]》、雷亚猛（英语：Layamon）的《布鲁特》和威尔士的《布鲁特》等改编作品都大致遵循了杰弗里的故事情节。

- 中世纪的威尔士三题诗（英语：Welsh Triads）中也提到过凯撒的入侵。这些记载中有一些似乎直接与杰弗里的记述有关，但其他的似乎可以视作独立的来源：据说卡西维劳努斯曾前往罗马寻找其情人弗卢尔（Fflur），并以一匹名为梅因拉斯（Meinlas）的马为交换，允许凯撒在不列颠登陆，之后又率领大舰队在凯撒返回高卢时进行了追击。[46]伊奥洛·摩根于十八世纪编纂的三题诗集包含了其扩展版本。[47]

- 十三世纪法国著作《Li Fet des Romains（英语：Li Fet des Romains）》对于凯撒入侵的记载一部分基于凯撒本人，还有一部分基于杰弗里。此外书中解释了凯撒的士兵是如何攻克泰晤士河上木桩障碍的——他们在木桩周围绑上了装满硫磺的木片，然后用希腊火点燃。书中还指出，第十军团的旗手就是瓦莱里乌斯·马克西穆斯笔下的Scaeva。[48]

- 十四世纪法国骑士文学作品《佩塞福雷传奇（英语：Perceforest）》中，年仅二十一岁的英年战士凯撒入侵不列颠，缘由是其麾下的一位骑士卢修斯爱上了英格兰王的妻子。随后一位名为奥苏斯·布什叙阿夫的不列颠人取得了凯撒杀死叔叔时用的长矛，用矛头制成十二支铁笔，并与布鲁图斯、卡西乌斯及其他议员一起，用这些铁笔刺杀了凯撒。[48]

### 二十世纪的大众文化
- E·内斯比特1906年出版的儿童小说《五个孩子和一个护身符（英语：The Story of the Amulet）》描写了凯撒站在高卢海岸，考虑入侵的场景。

- 在罗伯特·格雷夫斯于1934及1935年出版的小说《我，克劳迪亚斯》和《被神化的克劳狄和他的妻子梅萨利纳》中，克劳迪亚斯在讨论入侵计划时提起了凯撒入侵。1978年由这两本书改编的电视剧（英语：I, Claudius (TV series)）中，奥古斯都统治时期的某个场景提到了这次入侵，皇家的青年们正在玩一款桌上游戏（与战国风云很类似），游戏中需要征服帝国的不同地区。他们争论着理论上需要多少军团才能攻占并控制不列颠。此外在克劳迪亚斯宣布自己入侵不列颠的演说中也又一次提及，“神圣的尤里乌斯离开百年后，不列颠将再次成为罗马的行省”。

- 1957年英国广播节目《傻瓜秀（英语：Goon Show）的一个小插曲《老普林尼的历史》中，这部史诗片的戏仿作品描绘了凯撒入侵不列颠的情节。片中凯撒击败了误将战斗认作足球比赛的不列颠人，他们只派出了10人对抗罗马军队。之后，凯撒占领不列颠长达十余年。
- 1964年电影《艳后嬉春（英语：Carry On Cleo）》中，凱撒和马克·安东尼（實際上並未參與）入侵不列顛並奴役原始人。
- 在1965年勒内·戈西尼和阿尔伯特·优德佐的连环漫画《高卢勇士救英国（英语：Asterix in Britain）》中，凱薩利用了不列顛勇士「每天下午都會為享用下午茶停止戰鬥（不過由於茶還未傳入歐洲，他們喝的是兌熱水的牛奶）」的習慣成功征服了不列顛。
- 在《叛逆的鲁鲁修》系列动画中，公元前55年，尤里乌斯·凯撒欲入侵不列颠，但却遭到当地部落的顽强抵抗。不列颠的部落选出了一位超级领袖——凯尔特王伊欧文，他随即成为不列颠王室血统的第一位成员。

## 引用和注释
1. ↑  "The History of the Anglo-Saxons, from the Earliest Period to the Norman Conquest. Volume I." by Sharon Turner, 1852, pp. 51
2. ↑  e.g. 斯特拉波, Geography 2:4.1, written soon after Caesar; 波利比乌斯, Histories 34.5 （页面存档备份，存于） - although his demolition of Pytheas may have been to glorify his own more modest Atlantic expedition - 参见巴里·坎利夫, The Extraordinary Voyage of Pytheas the Greek
3. ↑  普鲁塔克, Life of Caesar 23.2 Archive.today的存檔，存档日期2019-12-19
4. ↑  谢泼德·弗里尔, Britannia: a History of Roman Britain, third edition, 1987, pp. 6-9
5. ↑  《高卢战记》 2.4, 5.12
6. ↑  《高卢战记》 2.4, 5.12 - although whether Iron Age settlements of this period were "贝尔盖人" in our sense of the word is debated.
7. ↑  《高卢战记》 3.8-9
8. ↑  Strabo's Geography — Book IV Chapter 4, 洛布古典丛书, via 拉克丝·库尔提乌斯
9. ↑  《高卢战记》 4.22
10. ↑  Frere, Britannia, p. 19
11. ↑  . BBC News. 1 July 2008  [2 Jul 2008]. （原始内容存档于2014-10-22）. See also: . 得克萨斯州立大学. 23 June 2008  [2 Jul 2008]. （原始内容存档于2013-08-27）.
12. ↑  《高卢战记》 4.30
13. ↑  《高卢战记》 4.23
14. ↑  .   [2014-09-22]. （原始内容存档于2013-08-22）.
15. ↑  《高卢战记》 4.25
16. ↑  《高卢战记》 4.26
17. ↑  西塞罗, Letters to friends 7.7; 《致信阿提库斯》 4.17
18. ↑  苏埃托尼乌斯, 罗马十二帝王传: Julius 47 Archive.today的存檔，存档日期2012-05-30.  Caesar did later dedicate a thorax decorated with British pearls to Venus Genetrix in the temple to her that he later built (Pliny, Natural History : IX.116 （页面存档备份，存于）) and oysters were later exported from Britain to Rome (Pliny, Natural History) IX.169 （页面存档备份，存于） and Juvenal, Satire IV.141 （页面存档备份，存于）
19. ↑  《致信吾友》 7.6, 7.7, 7.8, 7.10, 7.17; Letters to his brother Quintus 2.13, 2.15, 3.1;  Letters to Atticus 4.15, 4.17, 4.18
20. ↑  . unrv.com.   [25 Apr 2009]. （原始内容存档于2013-08-27）.
21. ↑  弗雷尔, 《不列颠尼亚》 p. 22
22. ↑  《高卢战记》 5.23
23. ↑  西塞罗, 《致信其弟昆图斯》 3.1
24. 1 2  Polyaenus, Stategemata 8:23.5 （页面存档备份，存于）
25. ↑  弗雷尔, Britannia p. 25
26. ↑  《高卢战记》 5.22
27. ↑  《致信阿提库斯》 4.18
28. ↑  弗朗提努斯，《谋略论》 2:13.11 （页面存档备份，存于）
29. ↑  约翰·克雷顿, Coins and power in Late Iron Age Britain, Cambridge University Press, 2000
30. 1 2  Commentarii de Bello Gallico 5.12
31. ↑  Commentarii de Bello Gallico 5.13
32. ↑  cf. his similar ethnographic treatment of them in Commentarii de Bello Gallico 6.11.20
33. ↑  Commentarii de Bello Gallico 5.14
34. ↑  Commentarii de Bello Gallico 4.33
35. ↑  Caesar, 《凱撒戰記》 1.54
36. ↑  Commentarii de Bello Gallico 6.13
37. ↑  Tacitus, 《Agricola》 13
38. ↑  Valerius Maximus, Actorum et Dictorum Memorabilium Libri Novem 3:2.23 （页面存档备份，存于）
39. ↑  Cassius Dio, Roman History 60.21 Archive.today的存檔，存档日期2012-07-17
40. ↑  Orosius, Historiarum Adversum Paganos Libri VII 6.9 （页面存档备份，存于）
41. ↑  Bede, Ecclesiastical History 1.2
42. ↑  Historia Britonum 19-20
43. ↑  Henry of Huntingdon, Historia Anglorum 1.12-14
44. ↑  Geoffrey of Monmouth, Historia Regum Britanniae 4.1-10
45. ↑  Compare De Bello Gallico 5.18 with Historia Regum Britanniae 4.6
46. ↑  Peniarth Triads 32; Hergest Triads 5, 21, 50, 58
47. ↑  Iolo Morganwg, Triads of Britain 8, 14, 17, 21, 24, 51, 100, 102, 124
48. 1 2  Homer Nearing Jnr., "The Legend of Julius Caesar's British Conquest", PLMA 64 pp. 889-929, 1949